# Dents de Bertol
Dents de Bertol är en bergstopp i Schweiz.   Den ligger i distriktet Hérens och kantonen Valais, i den södra delen av landet, 110 km söder om huvudstaden Bern. Toppen på Dents de Bertol är 3 547 meter över havet, eller 133 meter över den omgivande terrängen. Bredden vid basen är 0,56 km.
Terrängen runt Dents de Bertol är huvudsakligen bergig, men åt sydväst är den kuperad. Runt Dents de Bertol är det mycket glesbefolkat, med 2 invånare per kvadratkilometer.. Närmaste större samhälle är Zermatt, 16,4 km öster om Dents de Bertol. 
Trakten runt Dents de Bertol består i huvudsak av gräsmarker.